# 藤村岳
藤村 岳（ふじむら がく、1973年1月8日 - ）は東京都出身の男性美容研究家。イプシロン所属。

## 来歴・人物
大学卒業後、植物関連の雑誌・書籍の編集を行い、ハーブやアロマテラピーの知識を得る。その後、オレンジページに転職し、料理、健康などの生活情報誌に携わる。
そんな中、男性が読む美容記事を毎日、美容ライターというヒゲを剃らない女性が書くことに違和感を覚え、独立。シェービングを中心に据えた独自の男性美容理論を打ち立て、総合情報サイト『All About』にて「メンズコスメ」のガイドも務めている。
また、コンサルタントとしてコスメの開発にも携わり、自身が監修した『RISINGWAVE VILLA』をプロデュース。その他、男性用コスメのマーケティングやコンサルティングを行う。国内外のスパを訪れ、男性が楽しめるスパ・エステについても造詣が深い。

## 著書
- 『男の身だしなみ100の基本』（エイ出版）

## テレビ出演
- NHK「あさイチ」
- NHK「サキどり↑」
- NHK「東京カワイイ★TV」
- 日本テレビ「ZIP!」
- TBS「はやチャン！」
- TBS「よるべん」
- フジテレビ「めざましテレビ」
- テレビ朝日「BeauTV〜VOCE」
- 読売テレビ「朝生ワイド す・またん！＆ZIP！」
- 読売テレビ「クギズケ！」
- 朝日放送「雨上がりのやまとなぜ？しこ」
- TOKYO MXテレビ「ニッポンダンディ」
- BS11「コスメパラダイス」
- Gyao!「ぶるぺん」

## ラジオ出演
- FM東京「クロノス」
- 広島FM「THE 男道」
- bayfm「GOOD BAY MORNING」